# Lista de unidades federativas do Brasil por PIB (1939)
Abaixo segue a lista das unidades federativas do Brasil por produto interno bruto (PIB) no ano de 1939, calculado a preços constantes (ano-base 2010).

## Lista de unidades federativas do Brasil por PIB - 1939

Mapa das unidades federativas do Brasil segundo o PIB no ano de 1939. Em reais de 2010:

| + 16 bilhões + 8 bilhões + 4 bilhões | + 2 bilhões + 1 bilhão até 1 bilhão |

| Posição | Posição          | Unidade federativa  | PIB 1939 em R$ de 2010 (mil) |
| Em 1939 | Comparada a 1930 | Unidade federativa  | PIB 1939 em R$ de 2010 (mil) |
| ------- | ---------------- | ------------------- | ---------------------------- |
| 1       | —                | São Paulo           | 37.428.269                   |
| 2       | —                | Rio de Janeiro      | 26.711.210                   |
| 3       | —                | Minas Gerais        | 11.673.917                   |
| 4       | —                | Rio Grande do Sul   | 10.335.255                   |
| 5       | —                | Pernambuco          | 4.003.194                    |
| 6       | —                | Santa Catarina      | 2.916.109                    |
| 7       | —                | Bahia               | 2.861.629                    |
| 8       | —                | Paraná              | 2.692.343                    |
| 9       | —                | Ceará               | 2.200.967                    |
| 10      | —                | Pará                | 1.916.776                    |
| 11      | —                | Maranhão            | 1.755.952                    |
| 12      | —                | Paraíba             | 1.594.279                    |
| 13      | —                | Goiás               | 1.592.355                    |
| 14      | —                | Espírito Santo      | 1.459.034                    |
| 15      | —                | Piauí               | 1.205.765                    |
| 16      | —                | Mato Grosso         | 936.300                      |
| 17      | —                | Alagoas             | 852.190                      |
| 18      | —                | Rio Grande do Norte | 631.358                      |
| 19      | —                | Amazonas            | 570.349                      |
| 20      | —                | Sergipe             | 451.274                      |